# Lårbensknogle
Lårbensknoglen eller femur (lat. os femoris ) omfatter bl.a. caput (hoved), collum (hals) og corpus (krop). Derudover findes trochanter major, trochanter minor, epicondylus lateralis et medialis. Lårbensknoglen danner to led: hofteleddet og knæleddet. lårbenshovedet (lat. caput femoris) artikulerer med hofteskålen (lat. acetabulum).
Lårbensknoglen er den længste knogle i kroppen (udgør ca. 26% af kroppens samlede højde). 